# Útok na prezidentský palác v Čadu 2025
Dne 8. ledna 2025 došlo k útoku na prezidentský palác v Čadu, který provedli neidentifikovaní útočníci. Prezident Mahamat Déby byl v paláci, ale vyvázl nezraněn. Při útoku zemřelo 19 lidí, včetně 18 útočníků a jednoho vojáka. Útok byl považován za pokus o destabilizaci, přičemž se spekuluje o zapojení džihádistické skupiny Boko Haram, která působí v oblasti od roku 2014.

## Útok
Útok začal v 20:45 místního času. Probíhal několik hodin po návštěvě ministra zahraničí ČLR Wanga Ji. Útočníků bylo 24, z toho 18 bylo zabito a během útoku zemřel jeden voják. Dle úřadů se jednalo o snahu destabilizovat zemi.

## Reakce
V reakci na útok čadská národní armáda zablokovala všechny silnice vedoucí k prezidentskému paláci a na ulicích byly nasazeny ozbrojené jednotky. V hlavním městě byly vidět obrněné vozy směřující k paláci. Prezident Čadu Mahamat Déby na svém oficiálním Facebooku uvedl, že se domnívá, že byl hlavním cílem útoku, a poděkoval prezidentské gardě za obranu paláce. Dále zmínil, že identity a motivace útočníků nejsou známy a je třeba provést důkladné vyšetřování. Ministr infrastruktury Aziz Mahamat Saleh na Facebooku napsal: "Nic vážného, žádná panika; situace je pod kontrolou." Abderaman Koulamallah v videu na Facebooku prohlásil: "Byl to malý incident... všechno je klidné. Tento pokus o destabilizaci byl potlačen." Vláda zahájila vyšetřování ohledně pachatelů útoku a jejich motivace. Veřejný žalobce u soudu v N'Djamena Oumar Mahamat Kedelaye také odsoudil útok a potvrdil, že probíhá trestní vyšetřování za účelem zjištění jakýchkoli spolupachatelů a podněcovatelů.Čínské ministerstvo zahraničí uvedlo, že pevně podporuje úsilí Čadu zajistit svou bezpečnost a stabilitu. 